# Франк Дюма
Франк Дюма (фр. Franck Dumas, нар. 9 січня 1968, Байо) — французький футболіст, що грав на позиції захисника, зокрема за «Монако». По завершенні ігрової кар'єри — тренер. З 2020 року очолює тренерський штаб алжирського «Белуїздада».

## Ігрова кар'єра
У дорослому футболі дебютував 1987 року виступами за команду «Кан», в якій провів п'ять сезонів, взявши участь у 180 матчах чемпіонату. 
Своєю грою за цю команду привернув увагу представників тренерського штабу клубу «Монако», до складу якого приєднався 1992 року. Відіграв за команду з Монако наступні сім сезонів своєї ігрової кар'єри. Більшість часу, проведеного у складі «Монако», був основним гравцем захисту команди, допоміг їй в сезоні 1996/97 перемогти у чемпіонаті Франції.
1999 року пробував свої сили в Англії, де провів декілька матчів за «Ньюкасл Юнайтед», після чого повернувся на батьківщину, до лав «Олімпіка» (Марсель), невдовзі перейшов до «Ланса».
Завершив ігрову кар'єру у рідному «Кані», до якого повернувся 2001 року і кольори якого захищав до припинення виступів на професійному рівні у 2004.

## Кар'єра тренера
По завершенні кар'єри гравця залишився у клубній структурі «Кана», очоливши 2005 року його тренерський штаб, де пропрацював до 2012 року.
Згодом працював з командою «Арль-Авіньйон», а 2017 року був запрошений очолити національну збірну Екваторіальної Гвінеї, з якою пропрацював один рік.
2018 року почав тренерську роботу в Алжирі, де спочатку тренував «Кабілію», згодом «Бордж-Бу-Арреридж», а 2020 року очолив тренерський штаб «Белуїздада».

## Титули і досягнення
- Чемпіон Франції (1):

«Монако»: 1996-1997
- Володар Суперкубка Франції (1):

«Монако»: 1997